# Vörös Zoltán
Vörös Zoltán (1978. november 14. –) magyar testépítő, személyi edző. Edzője Mazaga László.

## Életrajza
Az edzéseket azért kezdte el, mert izmosodni szeretett volna a testalkatához. A magánéletben személyi edzőként dolgozik, de személy- és vagyonvédelmi munkája is volt. Szombathelyen indult első versenyén 1996-ban, a Mr. Body-n. Ma már nemzetközileg elismert sportember.[forrás?]

## Eredményei
- MLO Olimpia (2002) – 1. helyezés
- Superbody Championships (2002) – 1. helyezés
- Mátra Cup (2002) – 1. helyezés
- European Amateur Championships – IFBB, Super-HeavyWeight (2004) – 4. helyezés
- World Amateur Championships – IFBB, Super-HeavyWeight (2005) – 2. helyezés
- Bavarian Rock-lifting Competition (2005) − 1. helyezés
- Night of Champions – PDI (2006) – 4. helyezés
- French Night of Champions – PDI (2007) – 5. helyezés
- Norway Battle of Giants Pro (2007) – 4. helyezés
- World Championships – WABBA, Tall (2009) – 1. helyezés